# 余懷誠
余懷誠，JP（1982年—），香港公務員，現任沙田民政事務專員。他曾在伊利沙伯中學就學，大學畢業後於2004年加入香港政府任職政務主任。他在2013年時出任發展局助理秘書長，負責維多利亞港的發展項目，曾安排將中環新海濱部分土地劃作中區軍用碼頭。由於港府因反修例運動及國安法問題而與西方世界交惡而不派員至歐美進修，他故此在2022年獲港府送往北京大学進修公共管理碩士學位，期間更成為首屆港府專班的班長，領團赴京進修及前往云南省考察，及後亦在2024年7月的畢業典禮上代表致辭。他在2023年8月25日接替柯家樂出任沙田民政事務專員，及後他再於同年9月8日獲委任為官守太平紳士。